# حوادث ووقائع الطيران

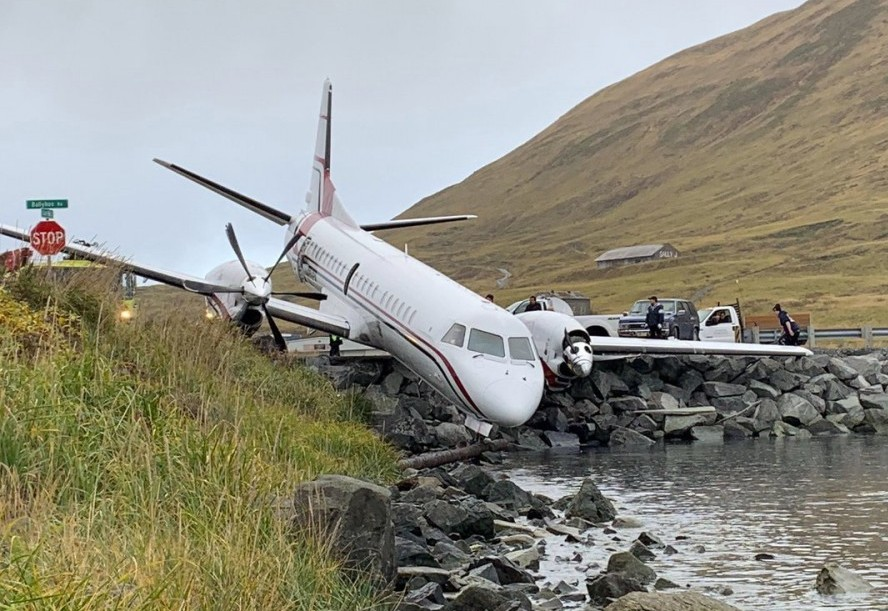
رحلة PenAir 3296 بعد حادث هبوطها في عام 2019

تعرّف اتفاقية الطيران المدني الدولي الملحق 13 حادث طيران (aviation accident) على أنه حدث مرتبط بتشغيل الطائرة، والذي يحدث من وقت صعود أي شخص إلى الطائرة بنية الطيران حتى نزول جميع هؤلاء الأشخاص، على أن يكون هناك: (أ) شخص أصيب بجروح قاتلة أو خطيرة، (ب) تعرضت الطائرة لأضرار جسيمة أو عطل هيكلي، أو (ج) فقدت الطائرة أو أصبح الوصول إليها غير ممكن تمامًا. يُعرِّف الملحق 13 واقعة الطيران (aviation incident) على أنها واقعة، بخلاف الحادث، مرتبطة بتشغيل طائرة تؤثر أو يمكن أن تؤثر على سلامة التشغيل.
تحدث خسارة بدن الطائرة في حالة حصول لتلف لطائرة لا يمكن إصلاحه أو فقدها أو تعذر الوصول إليها تمامًا.
كان أول حادث طيران مميت هو تحطم منطاد روزيير بالقرب من ويميرو، فرنسا، في 15 يونيو 1785، مما أسفر عن مقتل مخترع البالون، جان فرانسوا بيلاتر دي روزير، والراكب الآخر بيير رومان. كان أول حادث لطائرة تعمل بالطاقة هو تحطم طائرة من طراز رايت إيه في فورت ماير، فيرجينيا، في الولايات المتحدة في 17 سبتمبر 1908، مما أدى إلى إصابة مخترعها وطيارها، أورفيل رايت، وقتل الراكب الملازم توماس سلفريدج من فيلق الإشارة.

## الكوارث الكبرى
وقع أول حادث طائرة قتل فيه 200 شخص أو أكثر في 3 مارس 1974، عندما قتل 346 شخصًا في تحطم طائرة الخطوط الجوية التركية الرحلة 981. اعتبارًا من أبريل 2020، كان هناك 33 حادث طيران قتل فيها 200 شخص أو أكثر.
الدول العشر الأولى التي سجلت أعلى عدد من حوادث الطائرات المدنية المميتة من عام 1945 إلى عام 2021 هي الولايات المتحدة وروسيا وكندا والبرازيل وكولومبيا والمملكة المتحدة وفرنسا وإندونيسيا والمكسيك والهند. لوحظ أن المملكة المتحدة لديها أكبر عدد من حوادث الطيران في أوروبا، بإجمالي 110 حوادث طيران خلال الفترة الزمنية، وإندونيسيا هي الأعلى في آسيا بـ 104، تليها الهند بـ 95.
أكبر خسارة في الأرواح على متن طائرة واحدة هي 520 حالة وفاة في حادث رحلة الخطوط الجوية اليابانية عام 1985، وأكبر خسارة في الأرواح في طائرات متعددة في حادث واحد هي 583 حالة وفاة في طائرتا بوينغ 747 اللتين اصطدمتا في 1977 كارثة مطار تينيريفي، في حين أن أكبر خسارة في الأرواح بشكل عام في حادثة جماعية هي 2996 حالة وفاة في التدمير الإرهابي المنسق للطائرات والمباني المحتلة في هجمات 11 سبتمبر 2001.

### هجمات 11 سبتمبر

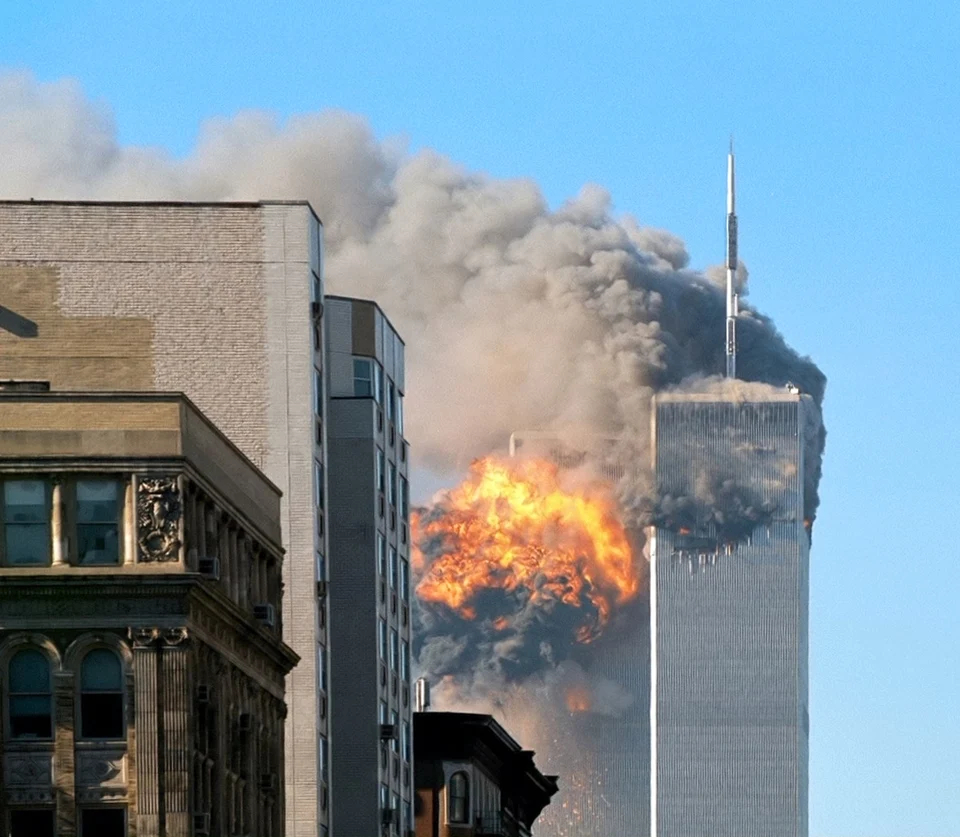
تحطمت رحلة الخطوط الجوية المتحدة رقم 175 في البرج الجنوبي لمركز التجارة العالمي.

2,996: كانت كارثة الطيران الأكثر دموية، فيما يتعلق بالوفيات على كل من الطائرات والأرض، عندما دُمرمركز التجارة العالمي في مدينة نيويورك في 11 سبتمبر 2001. في ذلك الصباح، تم اختطاف أربع طائرات ركاب تجارية مسافرة في رحلات عابرة للقارات من مطارات الساحل الشرقي إلى كاليفورنيا بعد إقلاعها. تحطمت الطائرات الأربع المخطوفة في وقت لاحق في أربع هجمات انتحارية منسقة ضد معالم أمريكية رئيسية من قبل 19 إرهابيا منتسبين إلى القاعدة. تحطمت رحلة الخطوط الجوية الأمريكية 11 ورحلة الخطوط الجوية المتحدة 175 عن عمد في البرجين الشمالي والجنوبي لمركز التجارة العالمي، على التوالي، مما أدى إلى تدمير كلا المبنيين في أقل من ساعتين. قتلت حوادث مركز التجارة العالمي 2753، وكانت الغالبية العظمى من القتلى من شاغلي البرجين أو أفراد الطوارئ الذين استجابوا للكارثة. بالإضافة إلى ذلك، قُتل 184 شخصًا بسبب تأثير طائرة الخطوط الجوية الأمريكية رقم 77، التي اصطدمت بالبنتاغون في أرلينغتون، فيرجينيا، مما تسبب في أضرار جسيمة وتدمير جزئي للجانب الغربي من المبنى. أسفر تحطم طائرة الرحلة رقم 93 التابعة لشركة يونايتد إيرلاينز في حقل في مقاطعة سومرست بولاية بنسلفانيا عن مقتل 40 راكبًا وطاقم الطائرة بعد أن حطمها الخاطفون لمنع الركاب من استعادة السيطرة عليها. وبذلك يرتفع إجمالي عدد ضحايا هجمات 11 سبتمبر إلى 2996 (بما في ذلك 19 خاطفًا إرهابيًا). باعتبارها أعمالًا إرهابية متعمدة، لم يتم تصنيف حوادث 11 سبتمبر على أنها حوادث، ولكن على أنها عمليات قتل جماعي. تعاملت الولايات المتحدة والدول الأعضاء في الناتو مع الأحداث على أنها عمل من أعمال الحرب والإرهاب. شنت الولايات المتحدة وحلف شمال الأطلسي الحرب على الإرهاب في وقت لاحق ردًا على الهجمات.

### كارثة تينيريفي
583: كارثة مطار تينيريفي، التي وقعت في 27 مارس 1977، لا تزال الحادث الذي سجل أكبر عدد من وفيات ركاب الطائرات. توفي 583 شخصًا عندما حاولت طائرة كيه إل أم بوينغ 747 الإقلاع دون تصريح طيران، واصطدمت بطائرة بانام 747 كانت تدرج (تاكسي) في مطار لوس روديو في جزيرة الكناري في تنريفي بإسبانيا. مات جميع الركاب البالغ عددهم 234 راكبًا و 14 من طاقم الطائرة كيه إل أم ونجا 61 فقط من ركاب وطاقم طائرة بان آم البالغ عددهم 396 راكبًا. خطأ الطيار كان السبب الرئيسي للحادثة، حيث بدأ قبطان كيه إل أم إقلاعه دون الحصول على تصريح من مراقبة الحركة الجوية. ومن العوامل الأخرى التي ساهمت في ذلك الحادث الشنيع في مطار غران كناريا كان تحويل العديد من الرحلات الجوية إلى لوس روديو، وهو مطار صغير غير مجهز جيدًا للتعامل مع طائرات بهذا الحجم وضباب كثيف. لم يتمكن طاقم رحلة كيه إل أم من رؤية طائرة بان آم على المدرج إلا قبل الاصطدام مباشرة. كان للحادث تأثير دائم على الصناعة، لا سيما في مجال الاتصالات. تم التركيز بشكل متزايد على استخدام العبارات الموحدة في اتصالات مراقبة الحركة الجوية (ATC) من قبل كل من المراقبين والطيارين على حد سواء. كما تم دمج «إدارة موارد قمرة القيادة» في تدريب طاقم الطيران. لم يعد يعتبر القبطان معصومًا عن الخطأ، ويتم تشجيع إدخال الطاقم المشترك أثناء عمليات الطائرات.

### رحلة جال 123
520: تحطم رحلة الخطوط الجوية اليابانية 123 في 12 أغسطس 1985، كانت كارثة لأكبر عدد من القتلى في طائرة واحدة: حيث توفي 520 شخصًا كانوا على متن طائرة بوينغ 747. عانت الطائرة من ضغط متفجر ناتج عن حاجز الضغط الخلفي تم إصلاحه بشكل غير صحيح، والذي فشل في منتصف الرحلة، ودمر معظم موازنها الرأسي وقطع جميع الخطوط الهيدروليكية، مما لم يمكن السيطرة على الـ 747 تقريبًا. تمكن الطيارون من إبقاء الطائرة تحلق لمدة 32 دقيقة بعد عطل ميكانيكي قبل أن تصطدم بجبل. وتوفي جميع أفراد الطاقم البالغ عددهم 15 و 505 من الركاب البالغ عددهم 509 ركاب. افترض العسكريون اليابانيون بشكل غير دقيق، أثناء تحليق طائرة هليكوبتر فوق موقع الضربة، أنه لا يوجد ناجون. تأخرت عمليات الإنقاذ حتى صباح اليوم التالي. قرر مقدمو الخدمات الطبية المشاركون في عمليات الإنقاذ والتحليل أنه من المحتمل أن هناك العديد من الركاب قد يكونوا قد نجوا من الحادث لو لم تتأخر عمليات الإنقاذ. ونجا أربعة ركاب من الحادث برمته، مما يعني أنهم كانوا على قيد الحياة عندما خرجوا من المستشفى.

### حوادث أخرى مع عدد القتلى 200 أو أكثر
349: في 12 نوفمبر 1996، وقع تصادم شرخي دادري في الجو بين رحلة الخطوط السعودية 763 ورحلة الخطوط الجوية الكازاخستانية 1907 فوق شرخي دادري، الهند. كان الاصطدام ناتجًا بشكل أساسي عن تحليق الطيار الكازاخستاني على ارتفاع أقل من ارتفاع الخلوص المحدد. ولقي جميع ركاب الطائرتين وعددهم 349 راكبا مصرعهم. لا يزال التصادم الجوي الأكثر دموية في العالم. أوصت لجنة راميش شاندرا لاهوتي، المخولة دراسة الأسباب، بإنشاء «القاعدة شبه الدائرية» ("semi-circular rule")، لمنع الطائرات من الطيران في اتجاهين متعاكسين على نفس الارتفاع. جعلت سلطات الطيران المدني في الهند من الإلزامي لجميع الطائرات التي تطير داخل وخارج الهند أن تكون مجهزة بنظام تجنب الاصطدام المروري (TCAS)، مما يشكل سابقة عالمية للاستخدام الإلزامي لـ «تيكاس».
346: في 3 مارس 1974، تحطمت طائرة الخطوط الجوية التركية رقم 981، من طراز ماكدونل دوغلاس دي سي-10، في غابة شمال شرق باريس بفرنسا. تحطمت الطائرة المتجهة إلى لندن بعد وقت قصير من إقلاعها من مطار أورلي؛ مات جميع من كان على متنها والبالغ عددهم 346 شخصًا. تقرر لاحقًا أن باب الحمولة مفصول، مما تسبب في تخفيف الضغط بشكل متفجر؛ تسبب هذا في انهيار الأرضية الموجودة فوقها مباشرة. وقطعت الأرضية المنهارة كابلات التحكم، مما ترك الطيارين بدون سيطرة على المصاعد والدفة والمحرك رقم 2. دخلت الطائرة في هبوط حاد وتحطمت. كان هذا أعنف حادث تحطم طائرة في كل العصور حتى حدثت كارثة تينيريفي في عام 1977. وهو حاليًا أعنف حادث تحطم لطائرة واحدة ولم ينجُ منه أحد.
329: في 23 يونيو 1985، تحطمت رحلة طيران الهند رقم 182، وهي طائرة بوينغ 747-237بي كانت في طريقها من تورنتو ومونتريال إلى لندن ودلهي، قبالة الساحل الجنوبي الغربي لأيرلندا عندما انفجرت قنبلة في عنبر الشحن. توفي جميع الركاب 307 و 22 من أفراد الطاقم. قام أحد الركاب بتسجيل الوصول باسم «إم سينغ». سينغ لم يستقل الطائرة. لكن حقيبته التي تحتوي على القنبلة تم تحميلها على متن الطائرة. لم يتم التعرف على «إم سينغ» أو القبض عليه. تم تحديد لاحقًا أن متطرفين من السيخ كانوا وراء التفجير كرد انتقامي على هجوم الحكومة الهندية على المعبد الذهبي في مدينة أمريتسار، وهو أمر مهم جدًا للسيخ. كان هذا الحادث في ذلك الوقت، الهجوم الإرهابي الأكثر دموية بواسطة طائرة.
301: في 19 أغسطس 1980، أصبحت رحلة الخطوط الجوية العربية السعودية رقم 163، من طراز لوكهيد إل-1011 تراي ستار أكثر حوادث الطيران دموية في العالم والتي لم تتضمن أي تحطم. قام الطاقم بهبوط اضطراري في الرياض بعد اندلاع حريق في مقصورة الأمتعة الخلفية. اشتعلت النيران في سقف المقصورة وفي مقصورة الركاب. بينما تمكن الطاقم من الهبوط بالطائرة بسلام، لم يتوقف القبطان على الفور وأمر بالإخلاء. بدلًا من ذلك، تحرك بعيدًا عن المدرج، وفي ذلك الوقت أصبح كل من في المقصورة فاقدًا للوعي بسبب الأبخرة وغير قادر على فتح أي أبواب أو الإخلاء. توفي جميع الركاب والطاقم البالغ عددهم 301 راكبًا اختناقًا قبل أن تتمكن أطقم الإنقاذ الأرضية من فتح أي باب، وبعد ذلك اشتعلت النيران في الطائرة واشتعلت فيها النيران.
298: في 17 يوليو 2014، تم إسقاط رحلة الخطوط الجوية الماليزية رقم 17، وهي طائرة بوينغ 777-200 إي آر، كانت متجهة من أمستردام إلى كوالالمبور، في منطقة شرق أوكرانيا بالقرب من الحدود الأوكرانية / الروسية أثناء الحرب في دونباس. كان على متنها 298 شخصًا - 283 راكبًا و 15 من أفراد الطاقم - لقوا حتفهم جميعًا. وكان جميع افراد الطاقم ماليزيين، بينما كان الركاب من جنسيات مختلفة، ومعظمهم من هولندا. تم إسقاط العديد من طائرات القوات الجوية الأوكرانية فوق الأراضي التي يسيطر عليها المتمردون قبل حادثة (MH17). بعد الحادث مباشرة، ظهر منشور على حساب فكونتاكتي على وسائل التواصل الاجتماعي منسوبًا إلى إيغور جيركين، زعيم ميليشيا دونباس الانفصالية، أعلن فيه مسؤوليته عن إسقاط ناقلة عسكرية أوكرانية من طراز أنتونوف أن-26 بالقرب من توريز. تمت إزالة المنشور في وقت لاحق من نفس اليوم، ثم نفى الانفصاليون إسقاط أي طائرة.
290: في 3 تموز (يوليو) 1988، أسقطت طائرة الخطوط الجوية الإيرانية 655، وهي طائرة إيرباص إيه 300-200، بصاروخين أرض - جو من طراد الصواريخ الموجه يو إس <i id="mwzw">إس</i> فينسينز التابع للبحرية الأمريكية فوق مضيق هرمز. وتوفي جميع ركاب وطاقم الطائرة البالغ عددهم 290 شخصًا.
275: في 19 فبراير 2003، تحطمت طائرة عسكرية إيرانية من طراز إليوشن إي أل-76 في منطقة جبلية بالقرب من كرمان في إيران. ويقول التقرير الرسمي إن سوء الأحوال الجوية أدى إلى سقوط الطائرة. كانت الرياح العاتية والضباب موجودين وقت وقوع الحادث.
273: في 25 مايو 1979، تحطمت طائرة الخطوط الجوية الأمريكية الرحلة 191، من طراز ماكدونل دوغلاس دي سي-10-10بعد اقلاعها مباشرة من مطار شيكاغو أوهير بعد انفصال المحرك رقم 1 (الأيسر) مع محمل المحرك عن الجناح. أدى هذا إلى كسر الخطوط الهيدروليكية، مما تسبب في تراجع أجهزة رفع حافة التوجيه (leading edge) على جانب واحد من الطائرة وأدى إلى رفع غير متماثل وفقدان السيطرة. ونُسب الحادث إلى إجراءات صيانة غير سليمة. وأسفر الحادث عن مقتل جميع ركاب الطائرة وعددهم 271 شخصًا بالإضافة إلى شخصين على الأرض. يُعد هذا الحادث أكثر حوادث الطائرات التجارية دموية في تاريخ الولايات المتحدة، وكان أيضًا كارثة الطيران الأكثر دموية في البلاد حتى هجمات 11 سبتمبر في عام 2001.
270: في 21 ديسمبر 1988، تم تدمير رحلة بان آم 103، طائرة بوينغ 747-121 متجهة إلى نيويورك - جون كنيدي من لندن - هيثرو مع مواصلة إلى ديترويت، بواسطة قنبلة إرهابية فوق بلدة لوكربي، اسكتلندا. توفي جميع الركاب البالغ عددهم 243 راكبًا و 16 من أفراد الطاقم و 11 شخصًا على الأرض (جميعهم من سكان شيروود كريسنت، لوكربي)،  مما يجعله أسوأ هجوم إرهابي يشمل طائرة في المملكة المتحدة وأخطر هجوم إرهابي على أرض بريطانية. في أعقاب الحادث، فرضت إدارة الطيران الفيدرالية إجراءات أمنية جديدة على شركات الطيران الأمريكية التي تحلق من 103 مطارات في أوروبا الغربية والشرق الأوسط.
269: في 1 سبتمبر 1983، أسقط طائرة اعتراضية سوفيتيةسوخوي سو-15 رحلة الخطوط الجوية الكورية 007، من طراز بوينغ 747-230 بي، متجهة إلى مطار غيمبو الدولي في سيول بكوريا الجنوبية، بعد أن طارت في المجال الجوي السوفيتي. توفي جميع الركاب وطاقم الطائرة البالغ عددهم 269 شخصًا.
265: في 12 نوفمبر 2001، تحطمت طائرة الخطوط الجوية الأمريكية رقم 587، طائرة إيرباص إيه 300، في حي بيل هاربور في كوينز، نيويورك، بعد مغادرتها مطار جون إف كينيدي الدولي متجهة إلى مطار لاس أمريكا الدولي، سانتو دومينغو. نتيجة للإفراط في استخدام الضابط الأول للدفة استجابةً للاضطراب الناتج عن طائرة الخطوط الجوية اليابانية 747. توفي كل من كانوا على متنها وعددهم 260 شخصًا وخمسة على الأرض في الحادث. يعد هذا ثاني أكثر حوادث الطيران فتكًا على الأراضي الأمريكية، بعد رحلة الخطوط الجوية الأمريكية 191.
264: في 26 أبريل 1994، كانت رحلة الخطوط الجوية الصينية 140 تكمل رحلة روتينية وتقترب في مطار ناغويا باليابان، عندما ضغط الضابط الأول لطائرة إيرباص إيه 300بي4-622آر عن غير قصد على زر الإقلاع / الانطلاق، مما يرفع موضع الخانق إلى نفس موضع الإقلاع والالتفاف. أدى فعل مساعد الطيار، ورد فعل الطيارين إلى حادث تحطم أسفر عن مقتل 264 (15 من أفراد الطاقم و 249 راكبًا) من 271 شخصًا كانوا على متنها.
261: في 11 يوليو 1991، تحطمت طائرة الخطوط الجوية النيجيرية رقم 2120، وهي طائرة من طراز دوغلاس دي سي -8-61 تشغلها شركة نيشن إير كندا، في جدة بالمملكة العربية السعودية، بعد اشتعال إطارين عند الإقلاع، مما أدى إلى نشوب حريق على متن الطائرة. قُتل جميع الركاب البالغ عددهم 247 راكبًا و 14 من أفراد الطاقم. بعتبر الحادث أكثر حوادث الطيران دموية لطائرة من طراز دي سي-8، وهي أكبر كارثة طيران لطائرة مسجلة في كندا وثاني أسوأ حادث في المملكة العربية السعودية.
257: في 11 أبريل 2018، تحطمت طائرة نقل من نوع إليوشن إي أل-76 تابعة للقوات الجوية الجزائرية بعد وقت قصير من إقلاعها من مطار بوفاريك، مما أسفر عن مقتل جميع الركاب البالغ عددهم 247 والطاقم المكون من 10 أفراد.
257: في 28 نوفمبر 1979، اصطدمت رحلة طيران نيوزيلندا الجوية 901، وهي رحلة لمشاهدة معالم المدينة في القطب الجنوبي، بجبل إريبوس في جزيرة روس، أنتاركتيكا، مما أسفر عن مقتل جميع الركاب البالغ عددهم 237 راكبًا و 20 من أفراد الطاقم على متنها. لم يتم إبلاغ طاقم الرحلة بأن إحداثيات الكمبيوتر لمسار رحلة ماكدونيل دوغلاس دي سي -10-30 قد تم تغييرها في الليلة السابقة، لتوجيه الرحلة مباشرة إلى جبل إريبوس بدلاً من المسار المعتاد أسفل ماكموردو ساوند.
256: في 12 ديسمبر 1985، تحطمت طائرة دوغلاس دي سي -8، رحلة أرو الجوية 1285، كانت تقل أفرادًا عسكريين أمريكيين على متن طائرة مستأجرة إلى الوطن لحضور عيد الميلاد، في نيوفاوندلاند؛ مات جميع الركاب البالغ عددهم 248 راكبا وثمانية من أفراد الطاقم. أصدر مجلس سلامة الطيران الكندي الذي حقق في سبب التحطم تقريرين مختلفين: ذكر تقرير الأغلبية أن تكون الجليد على الأجنحة هو سبب التحطم؛ يشير تقرير الأقلية إلى أن الانفجار هو السبب المحتمل.
239: في 8 مارس 2014، فقدت طائرة بوينغ 777-200إي آر، رحلة الخطوط الجوية الماليزية رقم 370، كانت في رحلة من كوالالمبور، ماليزيا، إلى بكين، الصين، فقد الاتصال بمراقبي الحركة الجوية فوق بحر الصين الجنوبي، وانحرفت عن مسارها المخطط، ويفترض أنها فقدت في جنوب المحيط الهندي. كانت تقل 12 من أفراد الطاقم الماليزي و 227 راكبًا من 15 دولة، يُفترض أنهم جميعًا لقوا حتفهم. فشلت جهود بحث متعددة الجنسيات، وهي الأكثر شمولاً وتكلفة في تاريخ الطيران، حتى الآن في تحديد موقع الطائرة، على الرغم من انتشال حطام الطائرة من الشواطئ المحيطة بالمحيط الهندي. تم تقديم العديد من النظريات لشرح اختفاء الرحلة، لكن لم يتم تأكيد أي منها.
234: في 26 سبتمبر 1997، تحطمت طائرة إيرباص إيه 300بي4-220، رحلة غارودا إندونيسيا رقم 152، التي غادرت جاكرتا، إندونيسيا، وكانت تستعد للهبوط في ميدان، شمال سومطرة، في تضاريس جبلية، مما أسفر عن مقتل 222 راكبًا و 12 من أفراد الطاقم. تضمنت الأسباب الانعطاف إلى اليسار بدلاً من اليمين وفقًا لتعليمات المراقبة الجوية والنزول إلى ما دون الارتفاع المحدد البالغ 2000 قدم بسبب خطأ الطيار.
230: في 17 يوليو 1996، انفجرت طائرة بوينغ 747-131، لرحلة تي دبليو إيه رقم 800، على متنها 212 راكبًا و 18 من أفراد الطاقم، وتحطمت في المحيط الأطلسي بالقرب من شرق موريشيس، نيويورك، بعد وقت قصير من مغادرتها مطار جون إف كينيدي الدولي في رحلة إلى باريس وروما. خلص تحقيق مطول إلى أن السبب المحتمل للحادث هو ماس كهربائي في خزان وقود يحتوي على مزيج متفجر من بخار الوقود والهواء. نتيجة لذلك، تم تطوير متطلبات جديدة لمنع انفجارات خزان الوقود في الطائرات في المستقبل.
229: في 2 سبتمبر 1998، تحطمت طائرة ماكدونيل دوغلاس إم دي 11، رحلة سويس إير 111، على متنها 215 راكبًا و 14 من أفراد الطاقم من مدينة نيويورك إلى جنيف بسويسرا، في المحيط الأطلسي بالقرب من هاليفاكس، نوفا سكوشا، كندا، مما أسفر عن مقتل جميع من كانوا على متنها. بعد تحقيق مطول، ذكر تقرير رسمي أن المواد القابلة للاشتعال المستخدمة في هيكل الطائرة، وتحديداً أنظمة التلفزيون الشخصية التي تم تركيبها مؤخرًا في مقصورة درجة الأعمال، سمحت بانتشار الحريق، مما أدى إلى فقدان السيطرة.
228: في 1 يونيو 2009، كانت طائرة إيرباص إيه330-203، رحلة الخطوط الجوية الفرنسية 447، تقل 216 راكبًا و 12 من أفراد الطاقم، في طريقها من ريو دي جانيرو بالبرازيل إلى باريس، فرنسا، عندما تحطمت في المحيط الأطلسي. لم يتم استرداد مسجلات رحلة الطائرة من قاع المحيط حتى مايو 2011، وتم إصدار تقرير التحقيق النهائي في يوليو 2012. حددت أن الكارثة كانت على الأرجح بسبب انسداد أنابيب بيتو في الطائرة بواسطة بلورات الجليد، مما تسبب في فصل الطيار الآلي. كان رد فعل الطاقم غير صحيح، مما أدى إلى توقف توقف ديناميكي هوائي وانهيار لم تتعافى منه الطائرة.
228: في 6 أغسطس 1997، تحطمت طائرة بوينغ 747-3بي5، الرحلة 801 التابعة للخطوط الجوية الكورية، عند اقترابها من المطار الدولي في إقليم غوام التابع للولايات المتحدة، مما أسفر عن مقتل 228 شخصًا من بين 254 شخصًا كانوا على متنها. كانت العوامل المساهمة في الحادث هي الإرهاق والأخطاء التي ارتكبها طاقم الرحلة، وعدم كفاية تدريب طاقم الطائرة، وتعديل نظام التحذير من ارتفاع المطار الذي منعه من اكتشاف الطائرات التي تقل عن الحد الأدنى من الارتفاع الآمن.
227: في 8 كانون الثاني (يناير) 1996، تجاوزت طائرة من طراز أنتونوف أن-32بي وعلى متنها ستة من أفراد الطاقم المدرج في مطار ندولو، كينشاسا، جمهورية الكونغو الديمقراطية، واقتحمت أحد الأسواق. ونجا أربعة كانوا على متنها لكن 225 شخصا قتلوا على الأرض وأصيب ما يقدر بنحو 500 (يقدر 253 بجروح خطيرة). يعد حادث التحطم مع معظم الوفيات الأرضية من غير الركاب (لا يشمل 11/9). يُعرف عادةً باسم تحطم طيران إفريقيا عام 1996.
225: في 25 مايو 2002، تحطمت طائرة بوينغ 747-209بي، رحلة الخطوط الجوية الصينية رقم 611، متجهة إلى مطار هونغ كونغ الدولي في هونغ كونغ، تفككت في الجو وتحطمت في مضيق تايوان بعد 20 دقيقة من إقلاعها من مطار تشيانغ كاي شيك الدولي. المطار (الآن مطار تايوان تاويوان الدولي) في تايوان. تقرر أن الحادث، الذي أودى بحياة جميع الركاب البالغ عددهم 206 ركابًا و 19 من أفراد الطاقم على متن الطائرة، نجم عن إصلاحات غير صحيحة للطائرة قبل 22 عامًا عندما تعرضت الطائرة لضربة ذيل.
224: في 31 أكتوبر 2015، تحطمت طائرة إيرباص إيه321-231، رحلة مترو جيت 9268، في شبه جزيرة سيناء بعد مغادرتها مطار شرم الشيخ الدولي، مصر، في طريقها إلى مطار بولكوفو، سانت بطرسبرغ، روسيا. قُتل جميع الركاب البالغ عددهم 217 راكبًا وسبعة من أفراد الطاقم. أعلن فرع من تنظيم الدولة الإسلامية في العراق والشام مسؤوليته عن إسقاط الطائرة، وخلص تحقيق روسي إلى تفجير قنبلة داخل الطائرة على علو شاهق.
223: في 26 مايو 1991، تحطمت طائرة من طراز بوينغ 767-3زد9إي آر، رحلة لاودا للطيران الرحلة رقم 004، في الجو فوق منطقة نائية في تايلاند بسبب نشر غير مرغوب فيه لعاكس الدفع على أحد محركات الطائرة، مما أسفر عن مقتل جميع الركاب البالغ عددهم 213 و 10 من أفراد الطاقم على متنها. كانت الرحلة، قد انطلقت من مطار كاي تاك بهونغ كونغ، وتوقفت في مطار دون موينج الدولي في بانكوك، تايلاند، في طريقها إلى مطار فيينا الدولي، فيينا، النمسا، عندما وقع الحادث.
217: في 31 أكتوبر 1999، طائرة بوينغ 767-366 إي آر، لرحلة مصر للطيران 990، متجهة من مطار لوس أنجلوس الدولي، الولايات المتحدة، إلى مطار القاهرة الدولي، مصر، مع توقف في مطار جون إف كينيدي الدولي، مدينة نيويورك، تحطمت في المحيط الأطلسي جنوب جزيرة نانتوكيت، ماساتشوستس، مما أسفر عن مقتل 203 ركاب و 14 من أفراد الطاقم. قرر المجلس الوطني لسلامة النقل أن السبب المحتمل لتحطم الطائرة كان إجراءً متعمدًا من قبل مساعد الطيار ردًا على إقالته من الخدمة على الرحلات الدولية داخل شركة مصر للطيران، وهي نتيجة عارضتها السلطات المصرية التي لديها سبب آخر للحادث.
213: في 1 يناير 1978، تحطمت طائرة بوينغ 747-237 بي، رحلة طيران الهند رقم 855، في بحر العرب قبالة سواحل بومباي بالهند، مما أسفر عن مقتل جميع ركابها البالغ عددهم 190 راكبًا و 23 من أفراد الطاقم. خلص تحقيق إلى أن القبطان أصيب بالارتباك بعد فشل أحد مؤشرات الطيران في قمرة القيادة، مما أدى إلى «مدخلات تحكم غير عقلانية» ("irrational control inputs") تسببت في تحطم الطائرة.
203: في 16 فبراير 1998، تحطمت طائرة إيرباص إيه 300بي4-622آر، رحلة الخطوط الجوية الصينية رقم 676، في طريقها من مطار نغوراه راي في بالي، إندونيسيا، إلى مطار شيانغ كاي شيك الدولي (الآن مطار تاويوان الدولي)، تايوان، في طريق والحي السكني في تاويوان بتايوان، مما أسفر عن مقتل 182 راكبًا و 14 من أفراد الطاقم وسبعة أشخاص على الأرض. توصل التحقيق إلى أنه عندما أمر برج المراقبة الطيار بإجهاض الهبوط و «الالتفاف» (go around) لمحاولة ثانية، فإن الطيار، الذي فصل عن غير قصد الطيار الآلي للطائرة، لم يفعل شيئًا للسيطرة على الطائرة لمدة 11 ثانية كما يبدو. معتقداً أن الطيار الآلي سيبدأ في«الالتفاف». مع اقتراب الطائرة من المطار، قام الطيار بصعود حاد مفاجئ أدى إلى توقف ديناميكي هوائي وانهيار لارتفاع الطائرة وتحطمها. كما تعرضت شركة الخطوط الجوية الصينية لانتقادات بسبب «عدم كفاية التدريب».
200: في 10 يوليو 1985، تحطمت طائرة توبوليف تو 154بي-2، لرحلة طيران إيروفلوت 7425، على طريق محلي من كارشي - أوفا - لينينغراد بالقرب من (Uchkuduk)، جمهورية أوزبكستان الاشتراكية السوفيتية، الاتحاد السوفيتي، في المحطة الأولى من طريقها. وقتل كل من 191 راكبا وطاقم الطائرة التسعة. خلص تحقيق إلى أن الطائرة سقطت بسبب خطأ الطيار. استخدم طاقم الطائرة سرعة جوية منخفضة بشكل غير متناسبة، مما تسبب في اهتزازات فسروها بشكل غير صحيح على أنها اندفاعات في المحرك. ونتيجة لذلك، قللوا من قوة المحرك بشكل أكبر، مما تسبب في توقف ديناميكي هوائي وانهيار لارتفاع الطائرة وتحطمها.

## السلامة

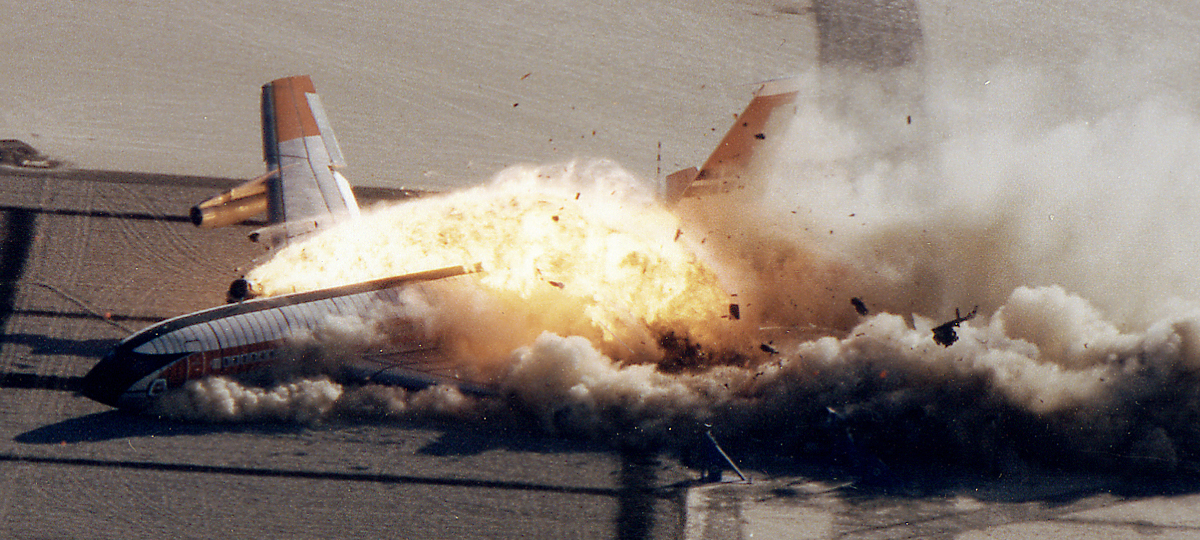
عرض متحكم فيه من قبل وكالة ناسا وإدارة الطيران الفيدرالية، ديسمبر 1984

خلال أكثر من مائة عام من التنفيذ، تحسنت سلامة الطيران بشكل كبير. في العصر الحديث، لا يزال مصنعان رئيسيان ينتجان طائرات ركاب ثقيلة للسوق المدني: بوينغ في الولايات المتحدة، وشركة إيرباص الأوروبية. يركز هذان المصنعان بشكل كبير على استخدام معدات سلامة الطيران، التي أصبحت الآن صناعة تبلغ قيمتها مليارات الدولارات في حد ذاتها؛ تعتبر السلامة نقطة بيع رئيسية لهذه الشركات، لأنها تدرك أن سجل السلامة السيئ في صناعة الطيران يمثل تهديدًا لبقاء الشركة.
بعض أجهزة السلامة الرئيسية المطلوبة الآن في الطائرات التجارية هي:
- شرائح الإجلاء، لمساعدة الركاب على الخروج السريع من طائرة في حالة الطوارئ[41]
- إلكترونيات الطيران المتقدمة، بما في ذلك الاسترداد التلقائي المحوسب وأنظمة التنبيه[42]
- المحركات التوربينية ذات المتانة المحسّنة وآليات احتواء الأعطال[43]
- معدات الهبوط التي يمكن إنزالها حتى بعد فقدان الطاقة والمكونات الهيدروليكية[44]

يُقاس السفر الجوي على أساس حساب مسافة الركاب، وهو أكثر أشكال النقل المتاحة أمانًا: الأرقام المذكورة هي تلك التي تشاركها صناعة الطيران عند الاستشهاد بإحصاءات السلامة الجوية. عبارة نموذجية، على سبيل المثال، من قبل هيئة الإذاعة البريطانية (بي بي سي): «تعتبر عمليات شركات الطيران في المملكة المتحدة من بين أكثر العمليات أمانًا في أي مكان آخر. بالمقارنة مع جميع وسائل النقل الأخرى على أساس معدل الوفيات لكل ميل، فإن النقل الجوي هو الأكثر أمانًا - ست مرات أكثر أمانًا من السفر بالسيارة ومرتين أكثر أمانًا من السفر بالسكك الحديدية.»

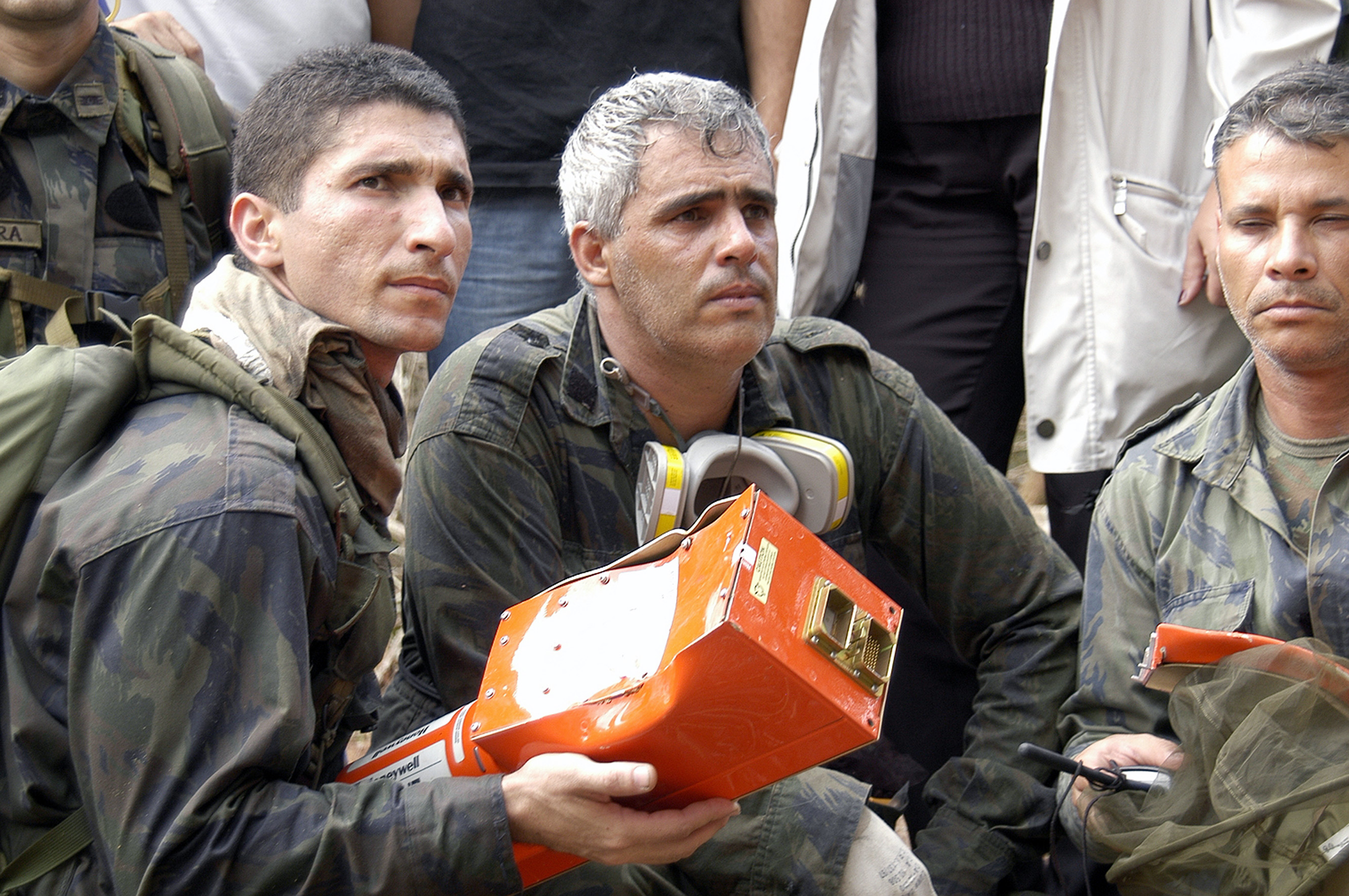
أفراد القوات الجوية البرازيلية يستعيدون مسجل بيانات الرحلة الخاص برحلة طيران غول ترانسبورتيس الرحلة 1907، التي تحطمت في 29 سبتمبر 2006.

ومع ذلك، عند قياس الوفيات لكل شخص يتم نقله، فإن الحافلات هي أكثر وسائل النقل أمانًا. يتم تجاوز عدد وفيات السفر الجوي لكل شخص بالدراجات والدراجات النارية فقط. يتم استخدام هذه الإحصائية من قبل صناعة التأمين عند حساب معدلات التأمين للسفر الجوي.
لكل مليار كيلومتر يتم قطعه، يكون للقطارات معدل وفيات أعلى بـ 12 مرة من معدل السفر الجوي، ومعدل الوفيات في السيارات أكبر بـ 62 مرة من معدل السفر الجوي. على النقيض من ذلك، تعد الحافلات أكثر وسائل النقل أمانًا مقابل كل مليار رحلة يتم القيام بها. باستخدام هذا الإجراء، يكون السفر الجوي أكثر خطورة بثلاث مرات من النقل بالسيارة، وحوالي 30 مرة أكثر خطورة من السفر بالحافلة.
وجدت دراسة أجرتها مجلة بوبيلار ميكانكس عام 2007 أن الركاب الذين يجلسون في مؤخرة الطائرة هم أكثر عرضة بنسبة 40٪ للنجاة من حادث تحطم من أولئك الذين يجلسون في المقدمة. المقال يقتبس من بوينغ، وإدارة الطيران الفيدرالية، وموقع إلكتروني خاص بسلامة الطائرات، وكلها تدعي أنه لا يوجد مقعد «أكثر أمانًا». ودرست الدراسة 20 حادثا دون مراعاة تطورات السلامة بعد تلك الحوادث. ومع ذلك، عادةً ما يتم تثبيت مسجل بيانات الرحلة في ذيل الطائرة حيث من المرجح أن ينجو من حادث تحطم شديد.
بين عامي 1983 و 2000، كان معدل البقاء على قيد الحياة للأشخاص في حوادث تحطم الطائرات الأمريكية أكبر من 95 نسبه مئويه.

### النظام العالمي للاستغاثة والسلامة في مجال الطيران
في محاولة لمنع حوادث مثل اختفاء رحلة الخطوط الجوية الماليزية الرحلة 370، تم إصدار معيار جديد يلزم جميع الطائرات التجارية بالإبلاغ عن موقعها كل 15 دقيقة لمراقبي الحركة الجوية بغض النظر عن بلد المنشأ. قدمتها منظمة الطيران المدني الدولي في عام 2016، ولا تتضمن اللائحة أي متطلبات أولية لتركيب أي معدات طائرات جديدة. المعيار هو جزء من خطة طويلة الأجل، تسمى النظام العالمي للاستغاثة والسلامة الجوية (GADSS)، والتي ستتطلب طائرات جديدة مجهزة بأنظمة بث البيانات تكون على اتصال دائم مع مراقبي الحركة الجوية. يشبه (GADSS) النظام العالمي للاستغاثة والسلامة البحرية (GMDSS) المستخدم للسلامة البحرية.

### نظام تقارير سلامة الطيران
يقوم نظام الإبلاغ عن سلامة الطيران (ASRS) بجمع تقارير حوادث / مواقف سلامة الطيران المقدمة طواعية من الطيارين والمراقبين وغيرهم. يستخدم (ASRS) التقارير لتحديد أوجه القصور في النظام، وإصدار رسائل التنبيه، وإنتاج منشورين، «كولباك» (CALLBACK)، و (ASRS Directline). يتم توفير المعلومات التي تم جمعها للجمهور، ويتم استخدامها من قبل إدارة الطيران الفيدرالية ووكالة ناسا والمنظمات الأخرى العاملة في مجال البحث وسلامة الطيران.

## إحصائيات

### مكتب أرشيف حوادث الطائرات (B3A)
يقوم مكتب أرشيف حوادث الطائرات (B3A)، وهو منظمة غير حكومية مقرها في جنيف، بجمع إحصائيات عن حوادث الطيران للطائرات القادرة على حمل أكثر من ستة ركاب، باستثناء طائرات الهليكوبتر والبالونات والطائرات المقاتلة. لاحظ أن (ACRO) تأخذ بعين الاعتبار فقط الحوادث التي تعرضت فيها الطائرة لضرر بحيث يتم إزالتها من الخدمة، مما سيقلل بشكل أكبر إحصائيات الحوادث والوفيات مقارنة ببعض البيانات الأخرى. وبلغ إجمالي الوفيات الناجمة عن حوادث الطيران 83772 منذ عام 1970. العدد الإجمالي للحوادث هو 11164.
وفقًا لـ (ACRO)، كانت السنوات الأخيرة أكثر أمانًا للطيران، مع أقل من 170 حادثة كل عام بين عامي 2009 و 2017، مقارنة بما يصل إلى 226 حادثة مؤخرًا في عام 1998.
الرقم السنوي للقتلى هو أقل من 1000 خلال عشر سنوات من الأربعة عشر عامًا بين عامي 2007 و 2020، وهو العام 2017 الذي شهد أقل عدد من القتلى، عند 399، منذ نهاية الحرب العالمية الثانية.
تضمن عام 2014 اختفاء رحلة الخطوط الجوية الماليزية 370 فوق المحيط الهندي وإسقاط رحلة الخطوط الجوية الماليزية 17 كجزء من الحرب في دونباس. كان العدد الإجمالي للوفيات في عام 2014 أكثر من 869 في عام 2013.
الوفيات والحوادث سنويًا وفقًا لبيانات (ACRO) ومكتب أرشيف حوادث الطائرات، اعتبارًا من 1 يناير 2019:
| السنة | وفيات | عدد الحوادث |
| ----- | ----- | ----------- |
| 1970  | 2,226 | 298         |
| 1971  | 2,228 | 271         |
| 1972  | 3,346 | 344         |
| 1973  | 2,814 | 333         |
| 1974  | 2,621 | 270         |
| 1975  | 1,856 | 316         |
| 1976  | 2,419 | 277         |
| 1977  | 2,449 | 340         |
| 1978  | 2,042 | 356         |
| 1979  | 2,511 | 328         |
| 1980  | 2,203 | 325         |
| 1981  | 1,506 | 272         |
| 1982  | 1,958 | 250         |
| 1983  | 1,921 | 238         |
| 1984  | 1,273 | 234         |
| 1985  | 2,968 | 261         |
| 1986  | 1,763 | 238         |
| 1987  | 2,064 | 277         |
| 1988  | 2,313 | 254         |
| 1989  | 2,507 | 265         |
| 1990  | 1,631 | 261         |
| 1991  | 1,957 | 240         |
| 1992  | 2,299 | 266         |
| 1993  | 1,760 | 275         |
| 1994  | 2,018 | 231         |
| 1995  | 1,828 | 266         |
| 1996  | 2,796 | 251         |
| 1997  | 1,768 | 232         |
| 1998  | 1,721 | 225         |
| 1999  | 1,150 | 221         |
| 2000  | 1,586 | 198         |
| 2001  | 1,539 | 210         |
| 2002  | 1,418 | 197         |
| 2003  | 1,233 | 201         |
| 2004  | 767   | 178         |
| 2005  | 1,463 | 194         |
| 2006  | 1,298 | 192         |
| 2007  | 981   | 169         |
| 2008  | 952   | 189         |
| 2009  | 1,108 | 163         |
| 2010  | 1,130 | 162         |
| 2011  | 828   | 154         |
| 2012  | 800   | 156         |
| 2013  | 459   | 138         |
| 2014  | 1,328 | 122         |
| 2015  | 898   | 123         |
| 2016  | 629   | 102         |
| 2017  | 399   | 101         |
| 2018  | 1,040 | 113         |
| 2019  | 578   | 125         |
| 2020  | 463   | 90          |
| 2021  | 359   | 84          |

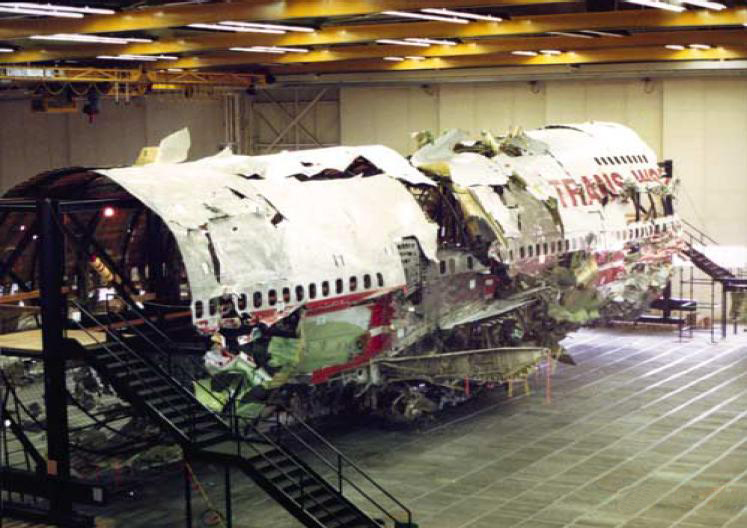
الحطام المعاد بناؤه من تي دبليو إيه الرحلة 800 داخل حظيرة طائرات في مطار كالفرتون التنفيذي، ولاية نيويورك

(لقد تغيرت البيانات بشكل كبير منذ نوفمبر 2015 بعد ترقية كبيرة لمعدل الوفيات وصفحات الويب معدل الأعطال. قد يعكس هذا تغييرًا بين صفحة ويب ثابتة وديناميكية، حيث تم إجراء البيانات ليتم تحديثها تلقائيًا بناءً على الحوادث في أرشيفاتهم.)
| Air accident fatalities recorded by ACRO 1918–2016 | Air accident incidents recorded by ACRO 1918–2016 |

### المملكة المتحدة

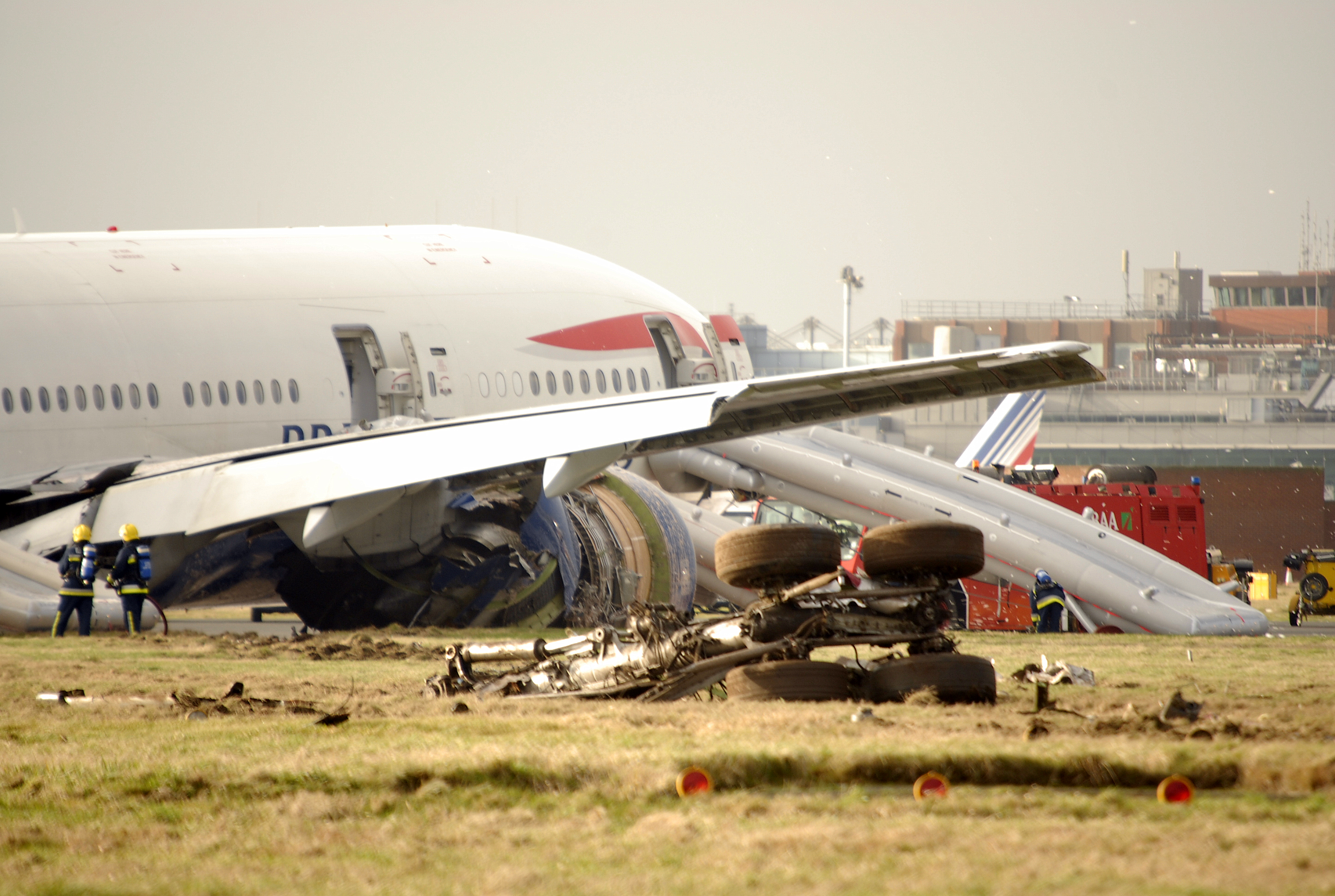
حطام رحلة الخطوط الجوية البريطانية 38، لطائرة بوينغ 777 تحطمت في مطار هيثرو بلندن